# Burrows-Gletscher
Der Burrows-Gletscher ist ein hängender Gletscher im ostantarktischen Viktorialand. In den Denton Hills liegt er an der Südwand des Garwood Valley gegenüber dem Garwood-Gletscher. Der Gletscher liefert den Nostoc-Kolonien unterhalb Wasser und Nährstoffe.
Das New Zealand Geographic Board benannte ihn 2002 nach Colin Burrows (1931–2014), Dozent in der Abteilung für Botanik und mikrobielle Wissenschaften an der University of Canterbury im neuseeländischen Christchurch.